# Каторга
Ка́торга (від серед.-грец. κατεργων, катергон — «гребне судно») — успадковане турками новогрецьке слово, що означає загальну назву гребного судна з трьома рядами весел.
Також ка́торга — підневільна праця, яку виконують на користь держави найбільші злочинці.
Веслярами на каторги в країнах Середземномор'я брали рабів, військових бранців та злочинців, засуджених до найтяжчих робіт. Їх приковували до лав або ж з'єднували одним суцільним ланцюгом, пропущеним поміж забитими в кайдани ногами і примкнутим до кормової і носової перегородок міцними хитромудрими замками. Тут, підстьобувані батогами наглядачів, веслярі беззмінно сиділи біля важких довгих весел, тут їли і спали, тут же часто божеволіли або помирали від виснаження і хвороб.
У Російській імперії під словом «каторга» розуміли заслання на примусові регіони, переважно — у віддалені та малонаселені регіони (зокрема, у Сибір). У цьому значенні це слово часто вживається не тільки в українській чи російській мовах, а й у деяких мовах Західної Європи, де його пишуть, як «katorga». Цьому сприяв той факт, що на каторгу часто відправляли політичних в'язнів.

## Каторжні роботи у Радянському Союзі
Каторжні роботи у Радянському Союзі як спеціальна міра покарання існували одинадцять років. Вони були введені Указом Президії Верховної Ради СРСР від 19 квітня 1943 року «Про заходи покарання для німецько-фашистських злочинців, винних у вбивствах і катуваннях радянського цивільного населення та полонених червоноармійців, для шпигунів і зрадників Батьківщини з числа радянських громадян і для їх пособників». Указ мав гриф «не для друку». У статті 2 Указу наголошувалося, що «пособники з місцевого населення, викриті у сприянні злочинцям у вчиненні розправ і насильства над цивільним населенням і полоненими червоноармійцями, караються засланням у каторжні роботи на термін від 15 до 20 років».
Для утримання засуджених до каторжних робіт створювалися спеціальні табірні відділки при окремих виправно-трудових таборах (ВТТ). Так при Воркутинському, Норильскому та Північно-Східному (Севвостлаг — підрозділ сумно відомого Дальстроя) ВТТ створюються спеціальні табірні відділки із загальним лімітом наповнення 30 тисяч осіб. Окрім цього, у складі Карагандинського ВТТ (Карлаг) було організовано каторжний відділок для непрацездатних інвалідів і тяжкохворих каторжників. Жінки, засуджені до каторжних робіт і здатні до фізичної праці, направлялися у Севвостлаг.